# سد سیریک
سد سیریک (به لاتین: Sirikit Dam) یک سد خاکی و نیروگاه برقابی در تایلند است که در Pha Lueat واقع شده‌است.